# (8560) Tsubaki
(8560) Tsubaki – planetoida z pasa głównego asteroid okrążająca Słońce w ciągu 5 lat i 33 dni w średniej odległości 2,96 au. Została odkryta 20 września 1995 roku przez Kina Endate i Kazurō Watanabe. Przed nadaniem nazwy planetoida nosiła oznaczenie tymczasowe (8560) 1995 SD5.